# Palame anceps
Palame anceps là một loài bọ cánh cứng trong họ Cerambycidae.